# European CFL Draft 2019
Der European CFL Draft 2019 war der erste European CFL Draft der kanadischen Canadian-Football-Liga Canadian Football League (CFL). Er fand am 11. April 2019 statt und bestand aus einer Runde, in der alle neun CFL-Teams einen europäischen Spieler auswählten. Es war nach dem CFL–LFA Draft im Januar 2019 der zweite Entry Draft für globale Spieler. Wählbar waren nur europäische Spieler, die zuvor am CFL Combine teilnahmen. Damit waren 18 Spieler aus fünf Ländern wählbar: Dänemark (2), Deutschland (6), Finnland (4), Frankreich (4), Italien (2). Vier ausgewählte Spieler stammten aus Frankreich, drei aus Deutschland und jeweils einer aus Italien und Finnland. Fünf ausgewählte Spieler spielten in der German Football League.

## Auswahl
Die Reihenfolge der Auswahl wurde in Form einer gewichteten Lotterie festgelegt. Das schlechteste Team der vorangegangenen Saison hatte damit die besten Chancen gezogen zu werden (9/45) und das beste die geringsten (1/45).
| Pick # | CFL-Team                 | Name             | Position | Universität/College | letztes Team          | Nationalität |
| ------ | ------------------------ | ---------------- | -------- | ------------------- | --------------------- | ------------ |
| 1      | Hamilton Tiger-Cats      | Valentin Gnahoua | DL       | McGill              | Berlin Rebels         | Frankreich   |
| 2      | Winnipeg Blue Bombers    | Thiadric Hansen  | LB       | —                   | Potsdam Royals        | Deutschland  |
| 3      | Montreal Alouettes       | Asnnel Robo      | RB       | Montreal            | —                     | Frankreich   |
| 4      | Edmonton Eskimos         | Maxime Rouyer    | LB       | McGill              | —                     | Frankreich   |
| 5      | Toronto Argonauts        | Marc Hor         | DL       | Diablo Valley CC    | Frankfurt Universe    | Deutschland  |
| 6      | Saskatchewan Roughriders | Max Zimmermann   | WR       | —                   | Potsdam Royals        | Deutschland  |
| 7      | BC Lions                 | Benjamin Plu     | WR       | McGill              | Thonon Black Panthers | Frankreich   |
| 8      | Ottawa Redblacks         | Jordan Bouah     | WR       | Saddleback CC       | —                     | Italien      |
| 9      | Calgary Stampeders       | Roni Salonen     | LB       | —                   | New Yorker Lions      | Finnland     |